# FSM Beskid
FSM Beskid (FSM Beskid 106) – polski samochód koncepcyjny o jednobryłowym nadwoziu zaprojektowany na początku lat 80. XX wieku w Ośrodku Badawczo-Rozwojowym Samochodów Małolitrażowych BOSMAL w Bielsku-Białej. Łącznie powstało 7 egzemplarzy tego modelu w czterech wersjach.

## Historia i opis modelu

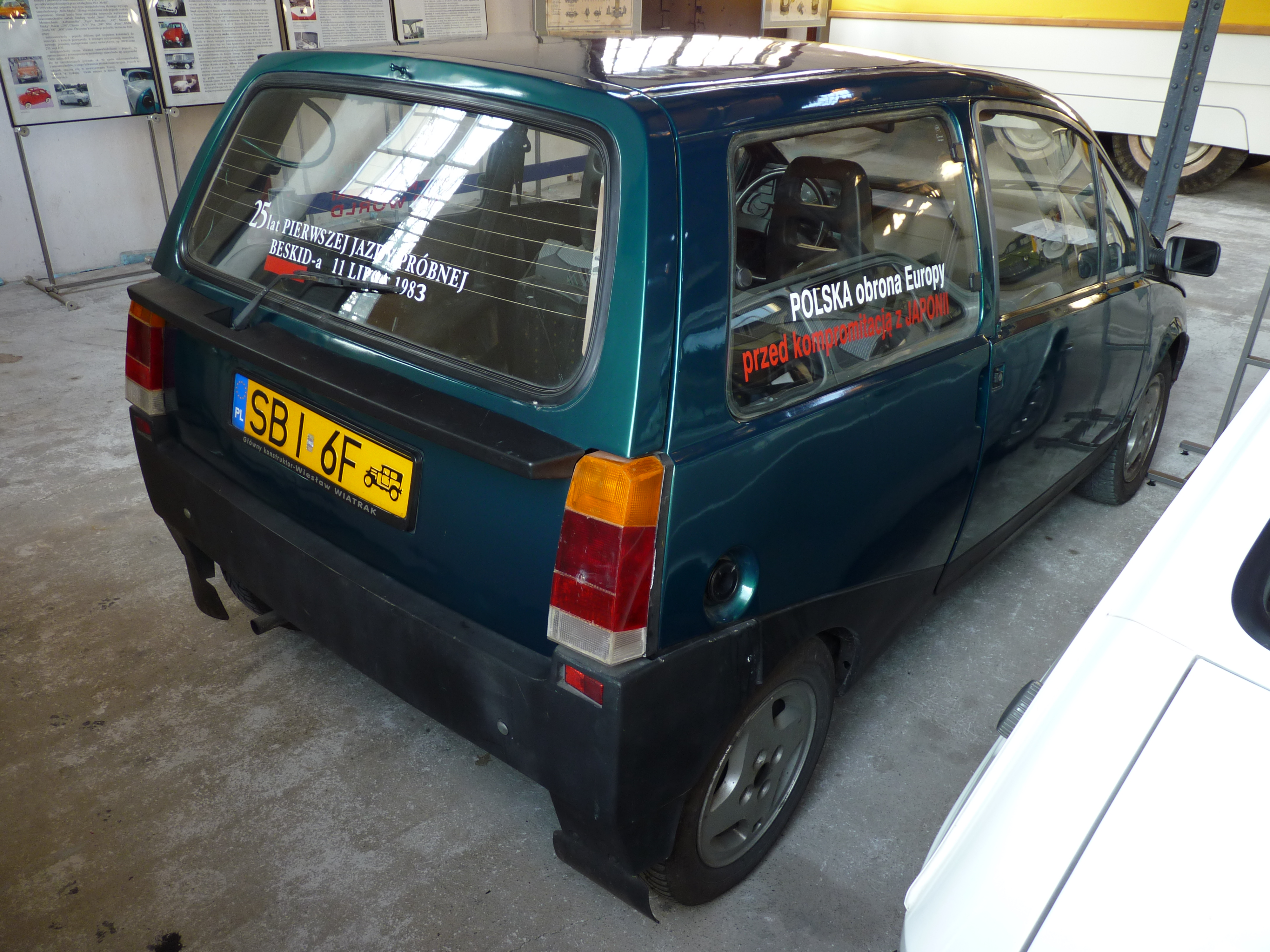
FSM Beskid − tył pojazdu

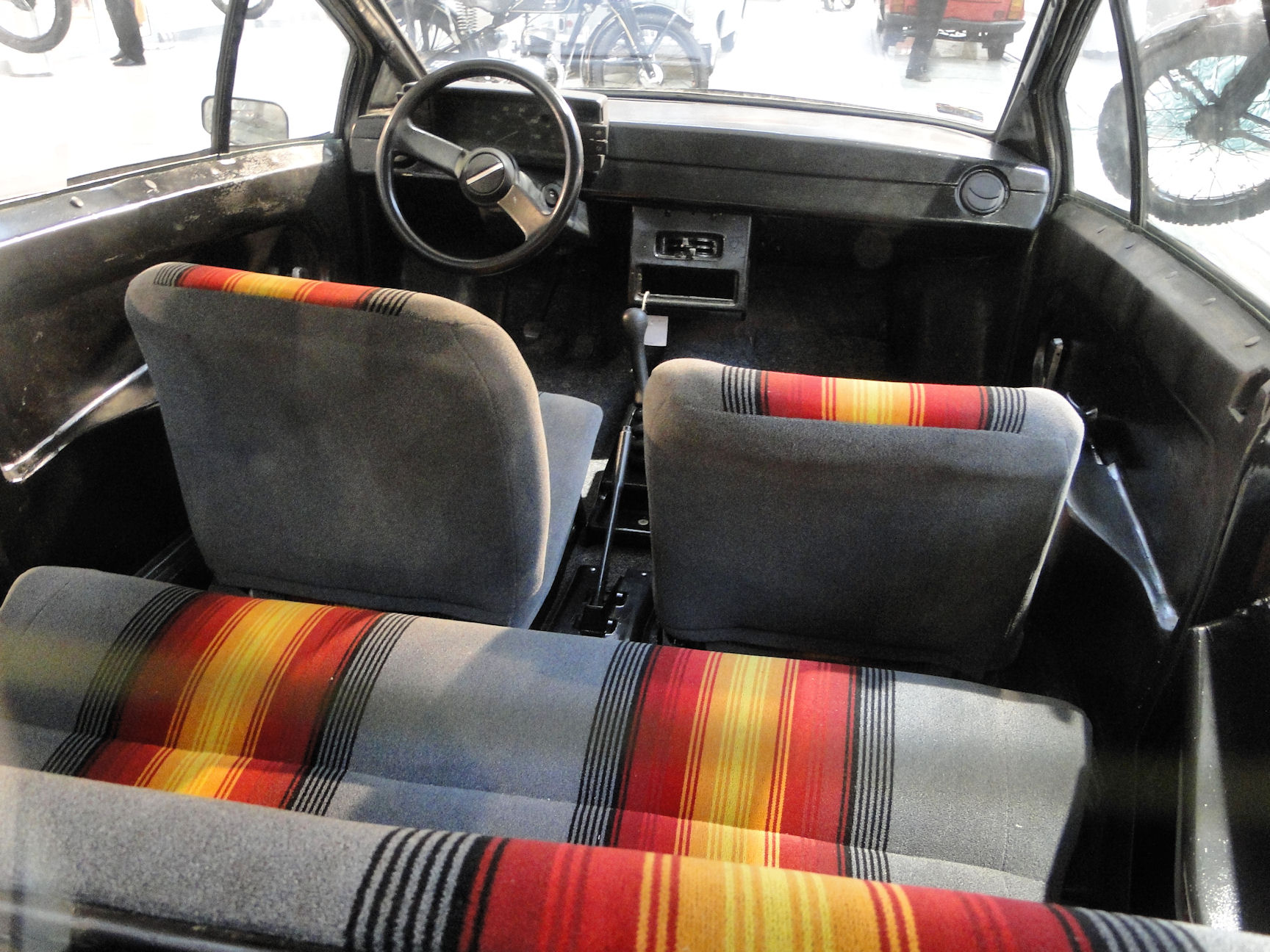
Wnętrze FSM Beskid

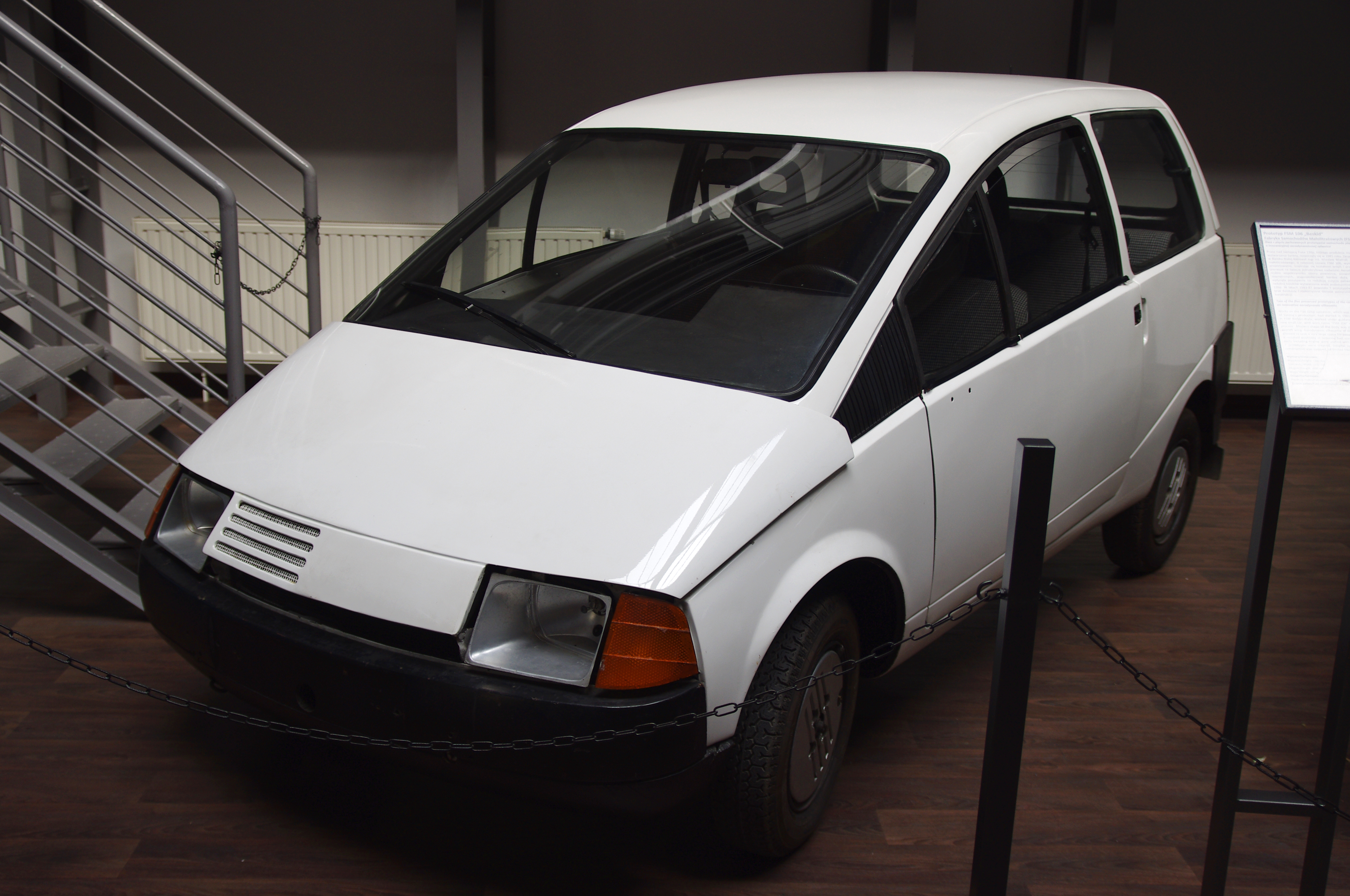
Egzemplarz w kolorze białym z Muzeum Inżynierii Miejskiej w Krakowie

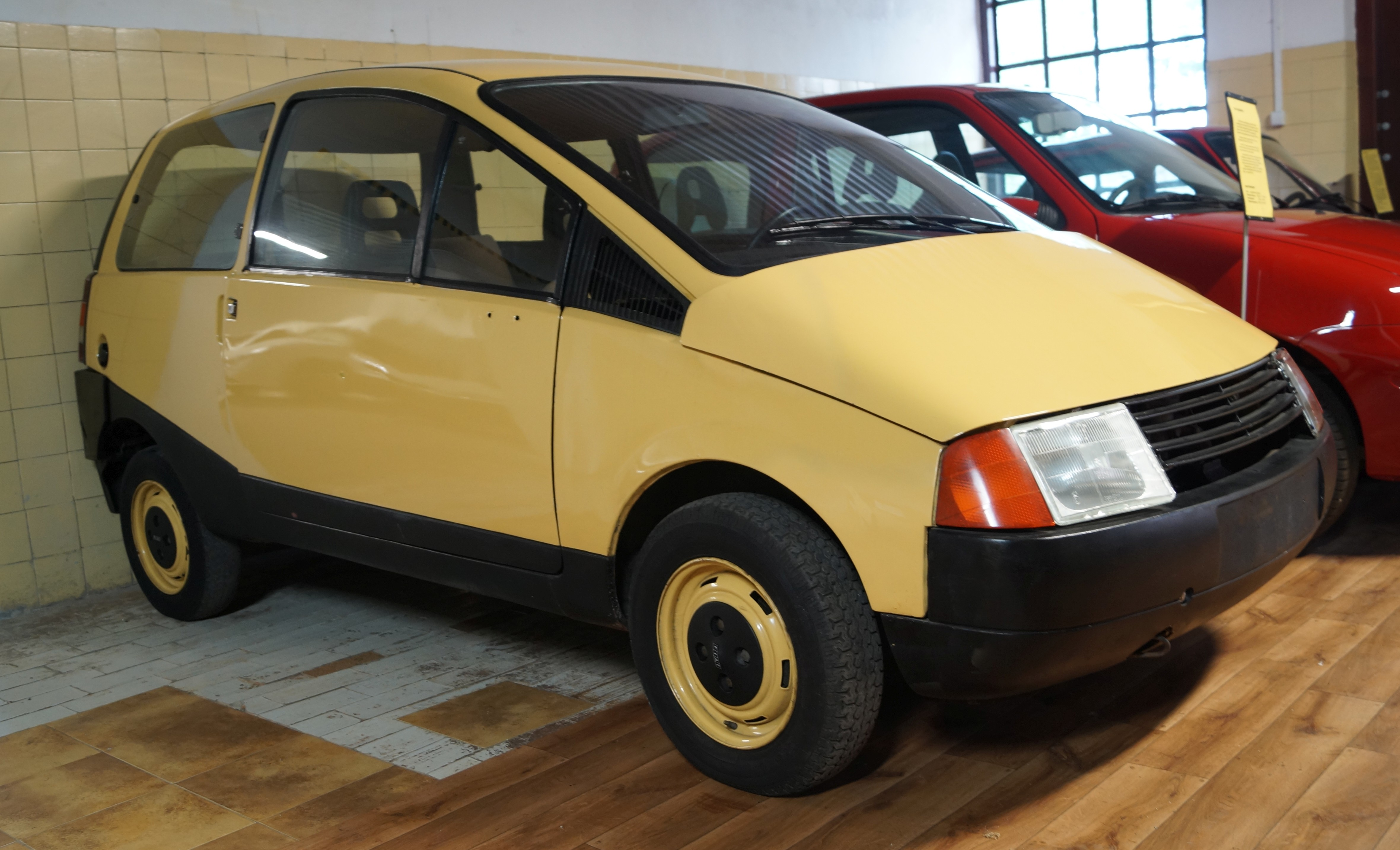
FSM Beskid w kolorze żółtym w Muzeum Hutnictwa i Przemysłu Maszynowego w Chlewiskach

W 1981 roku zespół projektantów pod kierownictwem inż. Wiesława Wiatraka rozpoczął prace konstruktorskie nad Beskidem 106.
Projekt stylistyczny nadwozia opracował Krzysztof Meisner z ASP w Warszawie we współpracy z Januszem Piechną z Politechniki Warszawskiej odpowiadającym za aerodynamikę samochodu. Pierwszy model jednobryłowej geometrii nadwozia nazwany MePi od nazwisk autorów został przebadany w tunelu aerodynamicznym Instytutu Techniki Lotniczej i Mechaniki Stosowanej Wydziału Mechaniczny Energetyki i Lotnictwa PW. W 1982 roku były gotowe plany konstrukcyjne auta oraz rozpoczęto budowę pierwszego prototypu, który powstał w ciągu 10 miesięcy i został zaprezentowany w 1983 roku. 
Karoseria odznaczała się bardzo niskim współczynnikiem oporu powietrza wynoszącym Cx=0,29, który powodował, że Beskid zużywał 3,9 l paliwa na 100 km przy prędkości 90 km/h, oraz 4.6 l paliwa przy prędkości 120 km/h. 
Początkowo w aucie zamontowano chłodzony cieczą silnik o pojemności 594 cm³ i mocy maksymalnej 20,6 kW osiąganej przy 5500 obr./min.
W 1987 roku opracowano wersję modelu Beskid o długości 3,5 m z silnikiem z Polskiego Fiata 126 Bis. W 1991 roku powstała makieta teoretycznej produkcyjnej wersji samochodu, częściowo zunifikowana pod względem wyglądu zewnętrznego z Cinquecento. Przy jej opracowaniu konstruktorzy z ośrodka BOSMAL i plastycy z krakowskiej ASP skupili się głównie na dopracowaniu wnętrza pojazdu. W latach 80. nawiązano współpracę z FSO. Planowano wówczas wykorzystanie w Beskidzie elementów podwozia i silników modelu FSO Wars.
Z przyczyn ekonomiczno-politycznych nigdy nie rozpoczęto seryjnej produkcji. Powstało 7 prototypów tego samochodu, z czego 1 został rozbity w próbie zderzeniowej, a 6 przechodziło próby drogowe. Po 1989 roku władze nakazały zniszczenie prototypów, jednak inżynierowie nie wykonali polecenia. Beskida można dziś oglądać w Muzeum Motoryzacji w Warszawie (egzemplarz w kolorze żółtym), Muzeum Inżynierii Miejskiej w Krakowie (2 egzemplarze, w kolorze białym i zielonym), na Politechnice Opolskiej (egz. w kolorze białym), w Muzeum Techniki i Komunikacji w Szczecinie (egz. w kolorze zielonym) oraz w zakładowym muzeum ośrodka BOSMAL w Bielsku-Białej (egz. w kolorze kremowym). Dokumentacja została zniszczona wcześniej, gdyż musiał on ustąpić miejsca licencjonowanemu Cinquecento.

## Dane techniczne
| Wersja | Silnik:            | Układ zasilania:   | Średnica × skok tłoka: | St. sprężania: | Moc maksymalna:                 | Maks. moment obrotowy    | 0-100 km/h: | V-max:   |
| ------ | ------------------ | ------------------ | ---------------------- | -------------- | ------------------------------- | ------------------------ | ----------- | -------- |
| 703    | R2 0,7 l (703 cm³) | gaźnik Weber/Solex | 80 x 70 mm             | 8,7:1          | 30 KM (22 kW) przy 4250 obr/min | 50 N•m przy 2400 obr/min | b.d.        | 125 km/h |